# Jan Remigian Strzałkowski
Jan Remigian Strzałkowski herbu Prawdzic (zm. przed połową października 1683 roku w Preszburgu) – łowczy lwowski w latach 1676–1682, łowczy chełmski w 1676 roku, starosta lityński w 1676 roku.
Od 1648 roku służył w armii koronnej. W czasie potopu szwedzkiego dowodził kilkoma chorągwiami; w 1656 w bitwie pod Jarosławiem zaskoczył króla Szwecji Karola X Gustawa, zmuszając go do ucieczki. W latach 1660–1664, jako dowódca chorągwi pancernej brał udział w bitwie pod Cudowem oraz w kilku kampaniach: Jana II Kazimierza Wazy na Litwie przeciw wojskom rosyjskim (1661) oraz w kampanii zadnieprzańskiej (1663/1664). W 1665 brał udział w walkach z Kozakami i wojskiem moskiewskim na Ukrainie. 
W 1667 został wybrany przez wojsko na posła na sejm, uzyskując audiencję w izbie poselskiej. Podczas kampanii hetmana wielkiego koronnego Jana Sobieskiego przeciw Tatarom, został wysłany do Winnicy z rozkazem zburzenia umocnień tej fortecy. Odznaczył się w kilku kolejnych bitwach i kampaniach m.in. w bitwie pod Chocimiem w 1673 roku, podczas wyprawy do Mołdawii chorążego koronnego Mikołaja Sieniawskiego w latach 1673–1674.  roku), w kampanii wiedeńskiej 1683 roku; brał udział w bitwach pod Parkanami.
Poseł sejmiku opatowskiego województwa sandomierskiego na sejm koronacyjny 1676 roku.